# Sven Aage Larsen
Sven Aage Larsen, född 21 augusti 1899 i Köpenhamn, död 11 september 1988, var en dansk koreograf och teaterregissör. 

## Koreograf i urval
- 1940 – Kyss henne!
- 1940 – Lillebror och jag
- 1941 – Hem från Babylon
- 1942 – Sexlingar
- 1943 – Örlogsmän
- 1943 – En melodi om våren
- 1943 – Hans Majestäts rival
- 1946 – 91:an Karlsson. "Hela Sveriges lilla beväringsman"
- 1955 – Karusellen i fjällen

### Filmografi roller i urval
- 1940 – Kyss henne!
- 1941 – Hem från Babylon
- 1941 – Lärarinna på vift
- 1942 – Sexlingar
- 1944 – Dolly tar chansen

## Teater

### Regi
| År   | Produktion   | Upphovsmän                                                         | Teater                    |
| ---- | ------------ | ------------------------------------------------------------------ | ------------------------- |
| 1950 | Rose Marie   | Otto Harbach, Oscar Hammerstein, Rudolf Friml och Herbert Stothart | Oscarsteatern             |
| 1954 | Serenad      | Louis Lajtai och Staffan Tjerneld                                  | Folkan                    |
| 1960 | My Fair Lady | Alan Jay Lerner och Frederick Loewe                                | Luxor Theater (Rotterdam) |

### Koreografi
| År   | Produktion                         | Upphovsmän                                                       | Regi       | Teater        |
| ---- | ---------------------------------- | ---------------------------------------------------------------- | ---------- | ------------- |
| 1943 | Marsch till Söder, revy            | Dardanell, Dix Dennie, Åke Balltorp                              | Karl Kinch | Södra Teatern |
| 1943 | Fröken Nitouche Mam'zelle Nitouche | Hervé, Henri Meilhac och Albert Millaud Bearbetning Kar de Mumma | Max Hansen | Vasateatern   |

### Fotnoter
1. ↑  Mago (1988). Klä av, klä på... Tecknat och antecknat. Stockholm: Författarförlaget. Libris 7596353. ISBN 9170545723
2. ↑  Oscar Rydqvist (2 januari 1943). ”Tre revypremiärer”. Dagens Nyheter:  s. 26. http://arkivet.dn.se/arkivet/tidning/1943-01-02/1/26. Läst 31 januari 2016.